# Мунтян, Владимир Фёдорович
Влади́мир Фёдорович Мунтя́н (укр. Володимир Федорович Мунтян; род. 14 сентября 1946, Котовск, Одесская область) — советский и украинский футболист, полузащитник, по стилю игры — яркий дриблёр. Впоследствии — тренер, заслуженный тренер Украины.

## Биография
Отец — Фёдор Степанович Мунтян (род. 1911, близ Молдавии), работал арматурщиком на асфальтобетонном заводе. Мать — Мария Леонтьевна Мунтян (род. 1921, Павловск (Воронежская область)), работала ночной няней в больнице. В 1947 году вместе с родителями переехал в Киев. Учился в средней школе № 149 Зализнычного района города Киева.
Ещё школьником был приглашён в команду «Динамо», в составе которой провёл всю карьеру. По мнению специалистов того времени, считался одним из лучших полузащитников европейского футбола. Был признан лучшим футболистом 1969 года в СССР (по версии еженедельника «Футбол-Хоккей»). Будучи игроком, окончил Институт физкультуры и юридический факультет Киевского государственного университета, затем — аспирантуру факультета международных отношений.
В 1978 году, управляя автомобилем, попал в аварию, в которой погибла его пассажирка. Сам Мунтян с переломами двух позвонков и другими травмами оказался надолго в больнице. В результате заведённого на него уголовного дела был лишён звания капитана МВД, временно исключён из КПСС. Дело было закрыто через полгода в связи с отсутствием состава преступления, а его восстановили в КПСС.
В 1980 году стал играющим тренером киевского СКА, одновременно работая в Киевском высшем танковом инженерном военном училище на кафедре физподготовки факультета по подготовке иностранных специалистов. Затем Мунтян стал председателем Киевской городской федерации футбола и членом президиума Федерации футбола Украины.
В 1986—1988 годах работал на Мадагаскаре, тренируя клуб КОСФАП (Антананариву), привёл его к чемпионскому званию в 1988 году.
В 1992—1994 годах был главным тренером молодёжной сборной Украины. В 1994 году, совместно с Николаем Павловым, исполнял обязанности главного тренера национальной сборной Украины. В 1995—1997 тренировал сборную Гвинеи, выведя её в 1998 году в финальный турнир Кубка Африки. С 1998 по 2005 год тренировал различные клубы Украины и российскую «Аланию». В 2008 году исполнял обязанности главного тренера молодёжной сборной Украины.
За сборную СССР в 1968—1976 годах сыграл 49 матчей, забил 7 голов. Участник чемпионата мира 1970 года.
Председатель Комитета национальных сборных Федерации футбола Украины. С апреля 2007 года — президент Ассоциации ветеранов футбола Украины.

## Статистика выступлений за «Динамо»
| Сезон    | Чемпионат | Чемпионат | Кубок | Кубок | Еврокубки | Еврокубки | Всего | Всего |
| Сезон    | Игры      | Голы      | Игры  | Голы  | Игры      | Голы      | Игры  | Голы  |
| -------- | --------- | --------- | ----- | ----- | --------- | --------- | ----- | ----- |
| 1965     | 3         | 0         | 4     | 0     | -         | -         | 7     | 0     |
| 1966     | 26        | 8         | 2     | 0     | -         | -         | 28    | 8     |
| 1967     | 19        | 4         | 1     | 0     | -         | -         | 20    | 4     |
| 1968     | 36        | 5         | -     | -     | -         | -         | 36    | 5     |
| 1969     | 27        | 6         | 3     | 2     | 4         | 2         | 34    | 10    |
| 1970     | 25        | 3         | 2     | 0     | -         | -         | 27    | 3     |
| 1971     | 18        | 6         | 2     | 0     | -         | -         | 20    | 6     |
| 1972     | 30        | 9         | 3     | 1     | 6         | 1         | 39    | 11    |
| 1973     | 28        | 6         | 9     | 2     | 5         | 0         | 42    | 8     |
| 1974     | 22        | 2         | 4     | 2     | 8         | 2         | 34    | 6     |
| 1975     | 29        | 2         | -     | -     | 4         | 0         | 33    | 2     |
| 1976 (в) | 10        | 3         | 1     | 0     | -         | -         | 11    | 3     |
| 1976 (о) | 13        | 1         | -     | -     | 8         | 1         | 21    | 2     |
| 1977     | 16        | 2         | 3     | 0     | -         | -         | 19    | 2     |
| Всего    | 302       | 57        | 34    | 7     | 35        | 6         | 371   | 70    |

- Статистика в Кубках СССР и еврокубках составлена по схеме «осень-весна» и зачислена в год старта турниров

## Достижения

### Командные
Динамо (Киев)
- Чемпион СССР (7): 1966, 1967, 1968, 1971, 1974, 1975, 1977
- Обладатель Кубка СССР (2): 1966, 1974
- Обладатель Кубка обладателей кубков УЕФА: 1975
- Обладатель Суперкубка УЕФА: 1975

### Личные
- Футболист года на Украине: 1970
- Лучший футболист СССР (еженедельник «Футбол»): 1969
- В списках 33 лучших футболистов сезона в СССР (7): № 1 (1967, 1968, 1969, 1970, 1972, 1973, 1975)
- В списках лучших футболистов Украинской ССР[укр.] (13): № 1 (1968—1975), № 2 (1966, 1967, 1976, 1977), № 3 (1965)
- Один из обладателей приза «Лучшие дебютанты сезона»: 1965
- Заслуженный мастер спорта СССР (1975)
- Мастер спорта СССР международного класса (1973)
- Заслуженный тренер Украины

## Звания
- Орден «За заслуги» I (2015)[4], II (2007)[5] и III степени (2004)[6]
- Орден князя Ярослава Мудрого V степени (2020)[7]